# Cantonul Yvetot
Cantonul Yvetot este un canton din arondismentul Rouen, departamentul Seine-Maritime, regiunea Haute-Normandie, Franța.

## Comune
| Comune                    | Populație (1999) | Cod poștal | Cod INSEE |
| ------------------------- | ---------------- | ---------- | --------- |
| Allouville-Bellefosse     | 986              | 76190      | 76001     |
| Autretot                  | 621              | 76190      | 76041     |
| Auzebosc                  | 963              | 76190      | 76043     |
| Baons-le-Comte            | 359              | 76190      | 76055     |
| Bois-Himont               | 392              | 76190      | 76110     |
| Écretteville-lès-Baons    | 420              | 76190      | 76225     |
| Saint-Clair-sur-les-Monts | 560              | 76190      | 76568     |
| Sainte-Marie-des-Champs   | 1.554            | 76190      | 76610     |
| Touffreville-la-Corbeline | 804              | 76190      | 76702     |
| Valliquerville            | 1.164            | 76190      | 76718     |
| Veauville-lès-Baons       | 717              | 76190      | 76729     |
| Yvetot                    | 10.770           | 76190      | 76758     |